# Калинівське (Раївська сільська громада)
Кали́нівське — село в Україні, у Синельниківському районі Дніпропетровської області. Входить до складу Раївської сільської громади. Населення за переписом 2001 року становить 49 осіб. До 2017 року орган місцевого самоврядування - Луб'янська сільська рада.

## Історія
12 червня 2020 року, відповідно до розпорядження Кабінету Міністрів України № 709-р від «Про визначення адміністративних центрів та затвердження територій територіальних громад Дніпропетровської області», увійшло до складу Раївської сільської громади.
19 липня 2020 року, в результаті адміністративно-територіальної реформи та ліквідації   Синельниківського (1923—2020) району, село увійшло до складу новоутвореного Синельниківського району.

## Географія
Село Калинівське знаходиться на відстані 0,5 км від міста Синельникове. Поруч проходить залізниця, станція Синельникове I за 1 км.

## Інтернет-посилання
- Погода в селі Калинівське [Архівовано 20 грудня 2011 у Wayback Machine.]